# Football Manager Live
Football Manager Live foi um jogo eletrônico multijogador massivo online (MMO) de simulação e gerenciamento de futebol desenvolvido pela Sports Interactive e publicado pela Sega para Microsoft Windows e Mac OS X em novembro de 2008. O jogo era baseado em assinatura, e as atualizações principais e secundárias eram incluídas na assinatura paga pelos usuários. Os servidores do jogo foram encerrados em maio de 2011.

## Jogabilidade
Football Manager Live diferia significativamente dos títulos anteriores da série Football Manager, embora mantivesse o mesmo motor de jogo e muitos de seus conceitos fundamentais. Os usuários eram designados a um "mundo de jogo" de até 1.000 jogadores, criavam seus clubes e preenchiam seus elencos com jogadores reais, semelhante ao futebol de fantasia. Os jogadores eram contratados por meio de um sistema de leilão, com o jogador assinando com o clube que oferecesse o maior lance.
Embora Football Manager Live utilizasse um banco de dados muito semelhante ao de Football Manager 2009, os jogadores mais velhos se aposentavam e os mais jovens eram gerados aleatoriamente em seu lugar em cada mundo de jogo, criando um ambiente cada vez mais fictício à medida que as temporadas avançavam. Os clubes podiam escolher uma associação de futebol com base no número de partidas que o usuário desejava jogar (associações "casuais" para jogadores casuais e "Xtreme" para jogadores mais dedicados) e nos horários de jogo mais convenientes. Cada associação tinha seu próprio sistema de classificação com uma liga principal e várias ligas inferiores, que eram ligadas por meio de promoção e rebaixamento. A criação de partidas para os jogos da liga era feita por meio de um sistema no qual os usuários tinham que terminar um jogo até um determinado prazo, em vez de se encontrarem online em um horário específico. Se um jogador não conseguisse cumprir o prazo, um "gerente assistente" de IA assumia a equipe para aquela partida.
Para administrar a economia inflacionária do jogo, os jogadores precisavam construir um estádio para acomodar várias bases de torcedores diferentes no clube. Essas bases incluíam torcedores obstinados, devotos, famílias, caçadores de glória e corporações, cada um oferecendo suas próprias características, como riqueza e atmosfera. Isso tirava dinheiro das finanças do clube e foi recebido de forma negativa pelos jogadores. O perfil dos estádios e da base de torcedores tinha pouco impacto sobre a jogabilidade e não tinha impacto sobre a aparência dos estádios durante o jogo. O jogo também adicionou um sistema de treinamento de habilidades semelhante a um jogo de RPG para os usuários. Com o passar do tempo, os gerentes podiam aprimorar suas habilidades em treinamento, fisioterapia, finanças, olheiros e infraestrutura para se tornarem mais especializados ou se adequarem ao seu estilo de jogo.